# 3852 Glennford
A 3852 Glennford (ideiglenes jelöléssel 1987 DR6) a Naprendszer kisbolygóövében található aszteroida. Henri Debehogne fedezte fel 1987. február 24-én.